# ロックフォール＝シュル＝スールゾン
ロックフォール＝シュル＝スールゾン(Roquefort-sur-Soulzon)は、フランス南部のオクシタニー地域圏アヴェロン県にある、人口700人足らずの小さな村であるが、世界的に有名なブルーチーズ（青かびチーズ）のロックフォールの産地として知られている。
ロックフォール、ゴルゴンゾーラ、スティルトンが世界3大ブルーチーズとされているが、個性の強い品質と価格面でロックフォールが突出している。ロックフォール・チーズに使われる青かびは、学名を Penisilium roqueforti といい、種名は「ロックフォール産の」という意味である。
村民の大半がチーズの製造・販売に携わっており、観光客は、チーズの製造工程や貯蔵所を見学でき、試食や購入もできる。グルメ・ツアーで各国から訪れる人も多く、現在は観光都市としてもにぎわっている。

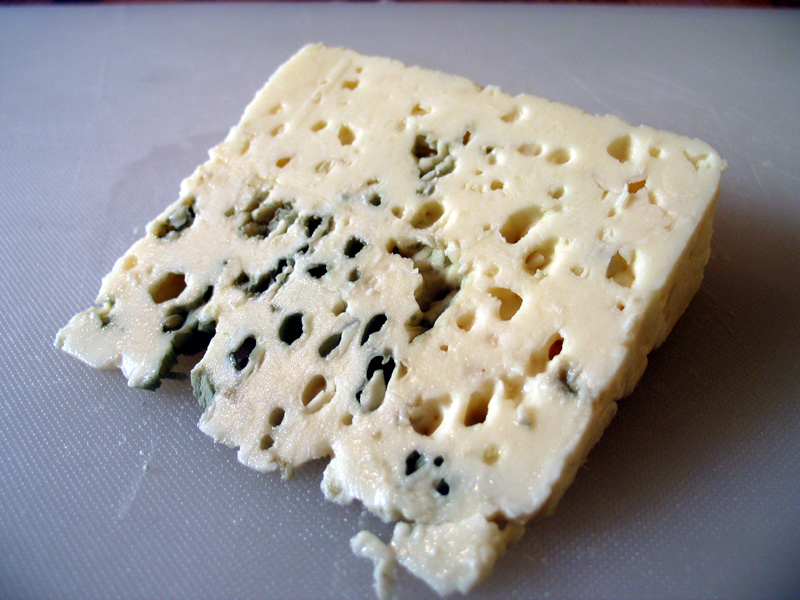
ロックフォールチーズ

| 人口推移 | 人口推移 | 人口推移 | 人口推移 | 人口推移 | 人口推移 | 人口推移 |
| 1968年   | 1975年   | 1982年   | 1990年   | 1999年   | 2009年   |          |
| -------- | -------- | -------- | -------- | -------- | -------- | -------- |
| 1349人   | 949人    | 880人    | 789人    | 679人    | 688人    |          |